# Communistische Partij van Vietnam
De Communistische Partij van Vietnam (CPV) (Vietnamees: Đảng Cộng Sản Việt Nam), ook bekend als de Vietnamese Communistische Partij (VCP), is de enige politieke partij in Vietnam. De partij heeft gecentraliseerde controle over de staat, het leger en de media. De suprematie van de partij wordt gewaarborgd door artikel 4 van de nationale grondwet.
Het belangrijkste onderdeel van de CPV is het Nationaal Congres, die het Centraal Comité kiest. Tussen de partijcongressen door is het Centraal Comité het belangrijkste onderdeel van de partijzaken. Onmiddellijk na een partijcongres kiest het Centraal Comité het Politbureau en het secretariaat en benoemt de secretaris-generaal, de partijleider. Tussen de zittingen van het Centraal Comité is het Politbureau het belangrijkste onderdeel van de partijzaken. In 2021 telde het Politbureau 18 leden.
Het hoogst gerangschikte lid van het Politbureau is de secretaris-generaal, tevens de hoogste politieke functie van het land. In januari 2011 werd Nguyễn Phú Trọng benoemd, hij was tussen 2018 en 2021 tevens president van Vietnam.
In juli 2024 overleed Nguyen Phu Trong, hij was algemeen secretaris van de partij vanaf 2011. Hij werd gezien als een sterke politiek leider en had een sterk anti-corruptie programma.
Op 3 augustus 2024 koos de Nationale Vergadering van Vietnam president Tô Lâm tot secretaris-generaal.